# Atomix
Atomix ist ein 1990 veröffentlichtes Computerspiel aus dem Genre der Puzzlespiele. Es wurde von der deutschen Entwicklergruppe Softtouch Productions unter Günter Krämer programmiert und von Rolf Steffens (RoSt Digital) grafisch gestaltet. Herausgeber war Thalion Software. Ziel des Spiels ist es, chemische Moleküle korrekt aus einzelnen Atomen zusammenzusetzen. Das Spiel wurde für mehrere Plattformen veröffentlicht.

## Spielprinzip
In jedem Level muss der Spieler ein Molekül eines bestimmten chemischen Stoffs zusammensetzen. Atomix spielt sich auf einem Spielfeld mit mehreren Wänden ab, auf dem Atome verteilt sind. Ziel des Spiels ist es, aus diesen Atomen ein Molekül zusammenzusetzen. Die Atome müssen exakt der Struktur des Moleküls entsprechen, das auf der linken Bildschirmseite angezeigt wird.
Der Spieler kann ein Atom auswählen und es in eine der vier Himmelsrichtungen bewegen. Ein bewegtes Atom gleitet so lange in diese Richtung weiter, bis es auf eine Wand oder ein anderes Atom trifft. Vor Spielbeginn wählt der Spieler den Schwierigkeitsgrad (leicht oder schwer) sowie den Ein- oder Zweispielermodus aus. Die gesammelten Punkte können später eingesetzt werden, um zusätzliche Versuche („Credits“) zu kaufen.
Das Lösen der Rätsel erfordert strategische Planung, besonders in späteren Levels mit wenig freiem Platz, wo selbst das Platzieren des fertigen Moleküls zur Herausforderung wird. Sobald das Molekül korrekt zusammengesetzt ist, erhält der Spieler eine Punktzahl – je schneller das Rätsel gelöst wurde, desto höher fällt die Bewertung aus.
Jedes Rätsel muss innerhalb eines Zeitlimits abgeschlossen werden. Zusätzlich folgt auf jeweils fünf Level ein Bonuslevel, in dem der Spieler Laborflaschen mit unterschiedlichen Flüssigkeitsmengen so anordnen muss, dass sie von leer bis voll sortiert sind.
Das Spiel bietet außerdem einen Zweispieler-Modus, in dem zwei Spieler gemeinsam an demselben Rätsel arbeiten. Sie wechseln sich dabei ab, wobei jeder Spieler bis zu dreißig Sekunden Zeit pro Zug hat.

## Entwicklungsgeschichte
Das Spiel wurde von Günter Krämer unter dem Pseudonym „Softtouch“ programmiert. Die kompletten Spielgrafiken stammen von Rolf Steffens, einem frühen Wegbereiter der digitalen Bildkunst in Deutschland, der unter dem Kürzel „RoSt“ firmierte. Rolf Steffens verstarb am 21. April 2019.
Der Soundtrack der Amiga- und Atari-ST-Version wurde von Jochen Hippel komponiert, während die C64-Version Musik von Holger Knipping und Michael Hendriks enthält.
Atomix erschien 1990 für die Heimcomputer Commodore Amiga, Atari ST und Commodore 64 sowie für PCs mit dem Betriebssystem MS-DOS.

### Nachfolger und Klone
Im Jahr 2004 erschien unter dem Titel Atomix 2 eine Nachfolgeversion für Windows-PCs, die grafisch überarbeitet wurde und 40 Level umfasst. Zudem entstanden mehrere quelloffene Umsetzungen, darunter:
- KAtomic – eine Variante für die KDE-Desktopumgebung
- Atomiks – ein freier Klon für Linux
- GNOME Atomix – eine Variante für die GNOME-Desktopumgebung

## Rezeption
Das Spiel wurde überwiegend positiv aufgenommen. Kritisiert wurde gelegentlich der geringe Wiederspielwert nach dem Lösen aller Levels.

### Forschung und Komplexität
Aufgrund seiner strukturellen Eigenschaften wurde Atomix auch im wissenschaftlichen Kontext untersucht, insbesondere im Hinblick auf seine algorithmische Lösbarkeit und Komplexität. Dabei rückten unter anderem Fragen zur Schwierigkeit der optimalen Lösung von Leveln sowie zur Anwendbarkeit von Suchalgorithmen in den Fokus. In der theoretischen Informatik wurde Atomix als Beispiel für ein PSPACE-vollständiges Problem analysiert, was die Komplexität des Lösungswegs unterstreicht.
Im Rahmen einer Studienarbeit an der Universität Tübingen analysierte Falk Hüffner im Jahr 2003 das Spiel Atomix unter algorithmischen Gesichtspunkten. Dabei zeigte sich, dass das Lösen von Atomix-Leveln zur Komplexitätsklasse PSPACE-vollständig gehört. Diese Einordnung bedeutet, dass das Spiel – ähnlich wie das verwandte Spiel Sokoban – zu den rechnerisch besonders anspruchsvollen Problemen zählt, für die bislang keine effizienten (d. h. polynomiellen) Lösungsverfahren bekannt sind.
Die Arbeit vergleicht die Struktur von Atomix mit anderen klassischen Puzzlespielen wie dem 15-Puzzle, dem 24-Puzzle und Sokoban. Der Suchraum in Atomix ist dabei größer als in Sokoban, obwohl die minimalen Lösungslängen kürzer ausfallen können. Zur Lösungsfindung kamen unter anderem die Heuristiken A* und IDA* zum Einsatz. Mit einem eigens entwickelten Solver-Programm konnten für 17 der 30 originalen Atomix-Level optimale Lösungen berechnet werden. Die Untersuchung zeigt zudem, dass sich Atomix aufgrund seiner Suchraumstruktur gut als Testumgebung für neue Suchalgorithmen eignet.